# Chlamydia trachomatis
Chlamydia trachomatis es una bacteria que pertenece al género Chlamydia, familia Chlamydiaceae, orden Chlamydiales. Es una bacteria intracelular obligada que infecta sólo a humanos; causa tracoma y ceguera, infecciones óculogenitales y neumonías. Algunos individuos desarrollarán el Síndrome de Reiter artritis reactiva, que no tiene cura.

## Serotipos
C. trachomatis puede dividirse en 15 serotipos en función de las características antigénicas del antígeno proteico de tipo. Existe una relación directa entre el serotipo y la enfermedad (forma clínica) que producen las diferentes cepas de esta especie. Los serotipos hallados son: A, B, Ba, C, D, E, F, G, H, I, J, K, L1, L2 y L3.
Chlamydia spp. son causas importantes de enfermedades humanas para las que no existe una vacuna eficaz. Estos patógenos intracelulares obligados se replican en un compartimento de membrana especializado y utilizan un gran arsenal de efectores secretados para sobrevivir en el entorno intracelular hostil del huésped. En esta revisión, resumimos el progreso en la decodificación de las interacciones entre Chlamydia spp. y sus huéspedes que ha sido posible gracias a los recientes avances tecnológicos en la proteómica y genética de clamidia. El campo ahora está listo para descifrar los mecanismos moleculares que subyacen a las interacciones íntimas entre Chlamydia spp. y sus anfitriones, que abrirán muchas vías de investigación para estos patógenos de importancia médica.

## Infecciones
- uretritis (enfermedad de transmisión sexual).
- Enfermedad pélvica inflamatoria siendo la etiología más frecuente de la misma.
- linfogranuloma venéreo (LGV),  enfermedad de transmisión sexual producida por los serotipos L1, L2, y L3.
- infecciones oculares de transmisión vertical como conjuntivitis neonatal, tracoma y paratracoma.
- tracoma, producido por los serotipos A, B, Ba y C.
- infecciones óculogenitales, producido por los serotipos B y D a K.
- neumonía del recién nacido, producido por los serotipos D a K.
- Síndrome de Reiter, consistente en uretritis, artritis, conjuntivitis

Las infecciones causadas por C. trachomatis pueden diagnosticarse mediante detección directa de antígenos en muestras clínicas, por técnicas genéticas, cultivo o por serología.
Pueden ser infecciones genitales por causas varias (por ej. higiene en lugares húmedos), o bien por enfermedades de transmisión sexual, como las uretritis no gonocócicas y el linfogranuloma venéreo.

## Cuadros clínicos
Puede pasar asintomática por largos periodos y llegar a presentar endocervicitis mucopurulenta, uretritis, epididimitis.

### Síntomas en los hombres
El 25% de infectados con clamidia no presenta síntomas que pueden ser algo parecidas a los de la gonorrea, pudiendo abarcar:
- Sensación de ardor al orinar
- Secreción del pene o del recto
- Dolor o sensibilidad testicular
- Dolor o secreción rectal

### Síntomas en las mujeres
El 70% de infectadas con clamidia no presenta síntomas, que pueden incluir:
- Sensación de ardor al orinar
- Relación sexual dolorosa
- Dolor o secreción rectal
- Síntomas de enfermedad inflamatoria pélvica, salpingitis (inflamación aislada de las trompas uterinas)
- Inflamación del hígado parecida a la hepatitis.
- Flujo vaginal.